# La missione di Sennar
La missione di Sennar è il secondo libro della saga delle Cronache del Mondo Emerso scritta da Licia Troisi, pubblicato nell'ottobre 2004.

## Trama

### Missione di Sennar
La situazione delle Terre Libere è tragica in quanto gli eserciti risultano insufficienti su tutti i fronti. Sennar, oramai membro effettivo del Consiglio, propone di chiedere aiuto al Mondo Sommerso. Nonostante l'iniziale rifiuto da parte degli altri Consiglieri, la missione viene approvata. Sennar parte per il Mondo Sommerso, navigando con una nave dei pirati, capitanata da Rool e dalla bella figlia Aires, che affascina non poco Sennar.
Dopo essere arrivato nel Mondo Sommerso viene arrestato, in quanto vige una regola severissima nei confronti del "Mondo di Sopra": chiunque riesca a varcare i confini di Zalenia, il Mondo Sommerso appunto, deve essere arrestato e poi condannato a morte. Gli abitanti di Zalenia scapparono dalle Terre Emerse per la troppa cupidigia dei suoi abitanti molti anni prima, interrompendo ogni contatto con quel mondo costantemente in guerra.
Sennar durante la prigionia conosce Ondine, una ragazza che s'innamora di lui. Grazie anche al suo aiuto riesce ad ottenere un incontro con il conte Varen, affinché possa chiedere al re Nereo aiuto per combattere la guerra contro il Tiranno nel Mondo Emerso. Proprio durante l'incontro con il re, Sennar riesce ad uccidere un infiltrato mandato dal Tiranno. Il re a quel punto si rende conto che nemmeno Zalenia è più al sicuro e decide di accettare la richiesta da parte del Mondo di Sopra. Nel momento in cui Sennar decide di ripartire, Ondine gli confessa il suo amore e lo scongiura di farla andare con lui, ma Sennar non se la sente, ormai certo di essere innamorato di Nihal. La ragazza allora, comprende ciò e gli fa promettere di avere cura della sua innamorata avendola preferita a lei.

### Avventure di Nihal
Nihal incontra di nuovo Laio, suo compagno dell'Accademia per Cavalieri di Drago, che ormai vive nascosto per paura di dover andare in guerra. Nihal allora gli propone di andare con lei alla base per svolgere la professione di scudiero. Laio capisce quanto gli piaccia quella strada e decide di affrontare suo padre e confessargli che non intende diventare Cavaliere. Nihal decide di accompagnarlo, prendendosi una licenza. Durante il viaggio verso la dimora del padre di Laio hanno uno scontro con un gruppo di ladroni che rapisce Laio. Nihal rimane ferita e viene curata da un vecchio uomo che abita nella foresta. Una volta guarita riesce a salvare Laio e i due concludono il viaggio. Al loro ritorno Nihal viene nominata ufficialmente Cavaliere di Drago.
Nihal si scontra con Dola, alleato del Tiranno e abilissimo Cavaliere di Drago. È inoltre colui che ha ordinato la strage di Salazar. Nihal, per riuscire a sconfiggerlo, decide di ricorrere alla magia proibita, e si affida a Megisto, un ex alleato del Tiranno, catturato dalle ninfe e costretto a diventare roccia di giorno e uomo di notte. Nihal lo incontra, e scopre che è il vecchio che l'ha curata nella foresta dopo lo scontro con i ladri.
Megisto insegna la formula a Nihal, pur non volendo più avere a che fare con la magia oscura, applicandole poi un sigillo che l'avrebbe uccisa se avesse cercato di utilizzarla una seconda volta. Dopo averla imparata, Nihal l'applica alla sua spada, e riesce a sconfiggere Dola decidendo tuttavia di non ucciderlo. Viene poi a scoprire che Dola non è altri che il fratello di Ido e che Ido era uno degli scagnozzi del Tiranno, autore della strage dei Mezzelfi, costituitosi e pentitosi di ciò che aveva fatto. Nihal alla fine riesce comunque a perdonarlo.

### Ricongiungimento
Sennar e Nihal si ritrovano dopo tanto tempo. Si incontrano al confine della Terra del Vento dopo mesi di separazione. L'ultima volta che si erano incontrati Nihal lo aveva salutato ferendolo sulla guancia per l'ira e la rabbia che provava, solo quando l'amico l'aveva abbandonata si era resa conto di quello che aveva fatto. Si presenta a lui indossando l'armatura regalatole da Ido, in modo da annunciargli subito di essere riuscita nella sua impresa di diventare Cavaliere.

### L'incontro con Reis
Anche Soana ritorna, andata via per cercare la sua maestra Reis, gnoma ed ex membro del Consiglio. Soana rivela che la gnoma si era data alla magia oscura e che voleva vedere Nihal. Soana tuttavia le sconsiglia di andare da Reis, in quanto non si fida più di lei, ma la Mezzelfo non le dà ascolto e si reca, assieme a Sennar, alla dimora di Reis. La gnoma la riceve, rivelandole che l'unico modo per sconfiggere il Tiranno è un talismano in suo possesso che permette di annullare i poteri oscuri per un giorno intero; le rivela inoltre che lei stessa, con l'uso di un sigillo, è la responsabile di tutti gli incubi che perseguitano Nihal e che l'hanno resa affamata di vendetta. Nihal e Sennar decidono di non prestarle ascolto e di andarsene. In una battaglia, scoprono che il Tiranno adopera un esercito composto da morti. Nihal, con orrore, si trova a duellare con l'amato Fen. Nihal alla fine, è costretta a dover seguire il piano di Reis e, quindi, ad iniziare un lungo viaggio verso i vari santuari nascosti uno in una terra e ad affrontare i propri guardiani. Una volta sconfitti i guardiani, questi le consegneranno ciascuno una pietra. Solo quando Nihal sarà in possesso di tutte le otto pietre potrà attivare il talismano e porre fine a quel regno del terrore.

## Edizioni
- Licia Troisi, La missione di Sennar, Arnoldo Mondadori Editore, 2004,  p. 408, ISBN 88-04-53297-1.